# Sega Nomad

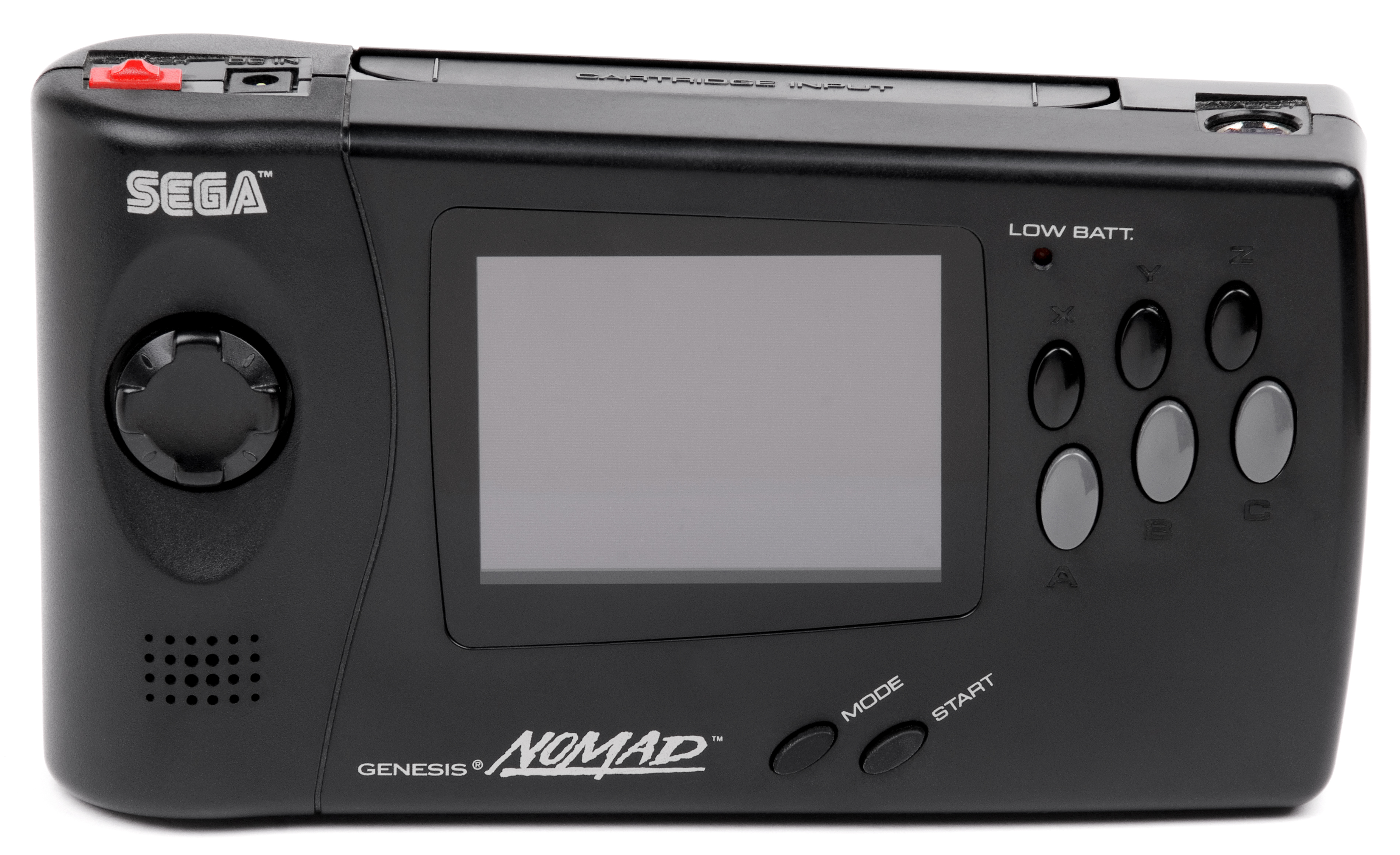
Sega Nomad 1995–1999

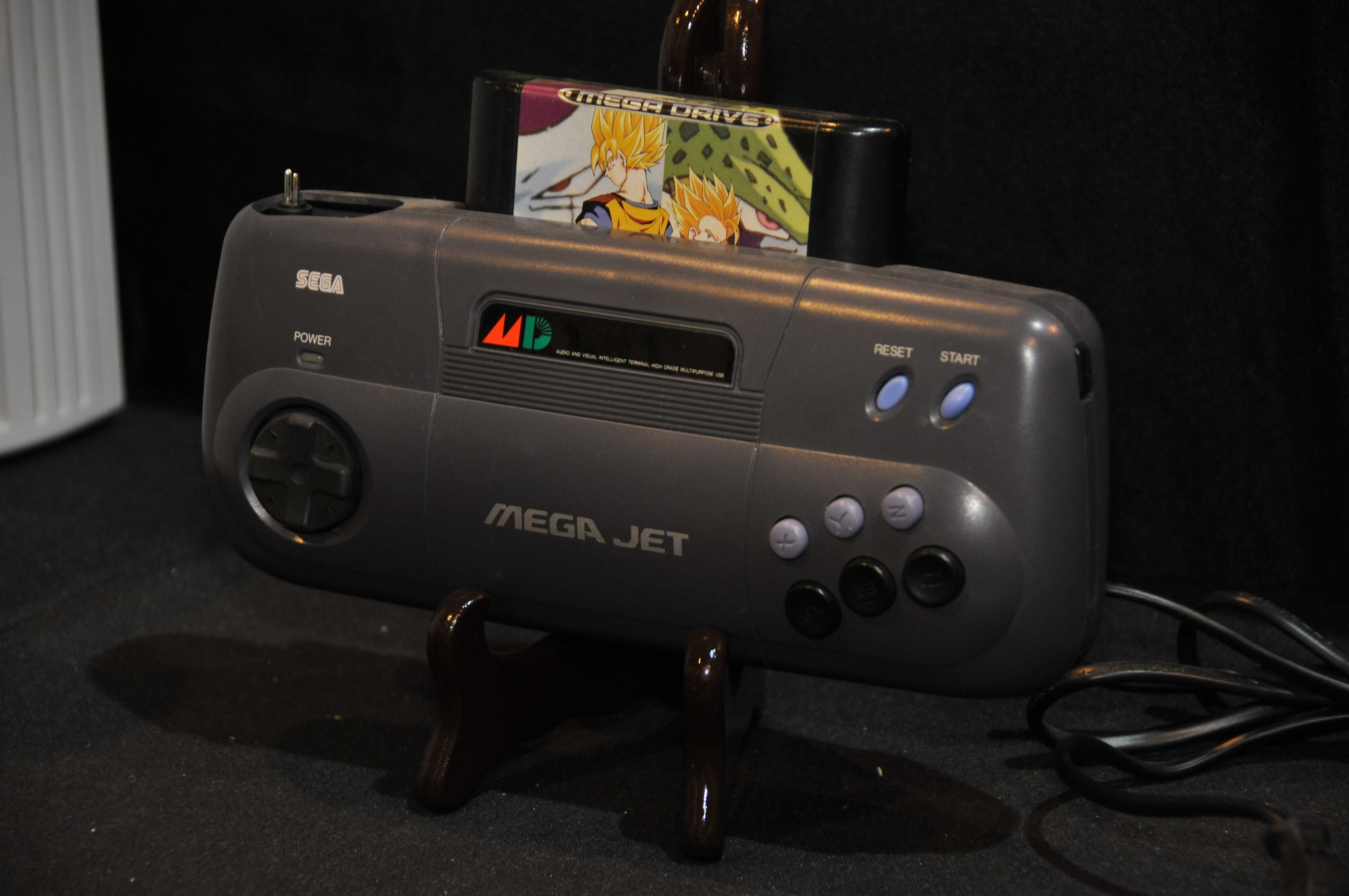
Mega Jet 1993

Sega Nomad (také známá jako Genesis Nomad) je druhá kapesní konzole od společnosti Sega, která se oficiálně prodávala pouze ve Spojených státech. Šlo o přenosnou verzi Mega Drive, ale nepoužíval add-ony 32x, sega/mega cd a power base conveter. Prodával se od října roku 1995 až do roku 1999 a prodalo se 1 milion kusů. Je považován za komerční neúspěch.

## Historie
V roce 1991 vznikla první kapesní konzole od Segy, Game Gear. Sega neudělala se systémem díru do světa ,ale genesis/mega drive ano a tak se Sega rozhodla vydat exkluzivně na japonských aerolinkách konzoli Mega jet. Fungovala tak, že jste do monitoru v letadle zapojili mega jet a mohli jste hrát. Ale konzole nebyla ani moc kapesní. Proto se Sega rozhodla vytvořit další kapesní genesis s názvem project venus, tato konzole měla mít dotykovou obrazovku, ale nakonec nikdy nevyšla.
V říjnu 1995 v Severní Americe vyšel Nomad. Jeho cena byla 149 dolarů, což je o dvacet víc, než stál Sega Game Gear, a o sto víc, než stál Game Boy. Konzole se neprodávala a nepomohlo tomu to že se Sega zaměřovala hlavně na nově vydání Saturn a přestala podporovat staré konzole a protože byl Nomad přenosnou verzí Genesis, tak ho Sega nepodporovala. Ke konci Nomadova života se prodalo kolem 1 miliónu kusů a v roce 1999 byla výroba a produkce oficiálně ukončena.

## Vzhled a technické specifikace

### Vzhled
Konzole se na horní části svazuje dolů a najdeme zde ac adaptér, zapínač, av výstup (možnost zapojit Nomad k televizi a používat ho jako ovladač) a slot na kazety. Ve přední části najdeme d-pad, šest tlačítek, reproduktor, a tlačítko start a mode (přepínání mezi šesti a třemi tlačítky). Na dolní části je díra pro sluchátka a nastavení hlasitosti, je zde taky port pro druhého hráč. zadní části má prostor pro prsty a dává se zde krabička na baterky.

### Technické specifikace
Konzole používá stejný procesor jako sega genesis a je kompatibilní se všemi hrami na genesisu (Americká verze Sega Mega Drive)a s některými z mega driveru pokud nejsou v regionálně uzamčenými. Není kompatibilní se sega 32x, sega CD nebo s power base conventer,ale Genesis Nomad je plně kompatibilní s sega activator, mega mouse, team player adapter a doplňků sítě sega channel a XBAND. Má taky velmi chudou životnost pro hraní, zatímco na game gear se dá hrát cca. 5-7 hodin, u Nomadu to je jen pouhých 2-3 hodin. 

## Herní knihovna
Herní knihovna konzole se skládá z her, které vyšly pro sega genesis a pár regionálně neuzamčených her pro Evropský a Japonský Mega Drive.Konzole nedokáže přehrát hry Nelicenční Hry, bootleg hry a hry vyrobené domácí výrobou (homebrew). Nomad neměl kompatibilitu s Add-ony, a tak se na něm nemohly hrát hry z 32X, Sega/Mega CD a Master Systém hry, které se dali hrát na Genesisu/Mega Drivu pomocí Power Base Converteru.